# Anoplodactylus compositus
Anoplodactylus compositus är en havsspindelart som beskrevs av Chimenz, C., V. Cottarelli och M. Tosti 1991. Anoplodactylus compositus ingår i släktet Anoplodactylus och familjen Phoxichilidiidae. Inga underarter finns listade i Catalogue of Life.